# Baronía de Passavant
La Baronía de Passavant o Passava fue un feudo medieval franco del Principado de Acaya, situado en las montañas entre la península de Mani y el valle de Laconia, en la península del Peloponeso en Grecia, y con capital en la fortaleza de Passavant o Passava (en griego: Πασσαβάς). Fue una de las doce baronías originales del Principado de Acaya, pero fue conquistada por los bizantinos a principios de la década de 1260. 

## Historia
La Baronía de Passavant fue la última de las doce baronías seculares originales del Principado de Acaya que se establecieron. Mientras que la mayoría de los otros se formaron alrededor de 1209, después de la conquista de la península por los cruzados, Passavant fue creado poco después de 1218 o 1220 por el caballero francés Juan de Nully. Juan estableció la fortaleza de Passavant o Passava, el nombre probablemente deriva del grito de guerra o lema de la familia «passe avant», pero también se encuentra como un topónimo en el noreste de Francia, en las montañas entre la península de Mani y el valle de Laconia. Juan es generalmente supuesto como el hijo de Vilain de Nully, natural de Nully y amigo íntimo del Geoffrey de Villehardouin. Juan no tomó la cruz hasta 1218, y llegó al Peloponeso probablemente no antes de 1220. Su baronía probablemente se componía de las recientes tierras conquistadas  con cuatro feudos. Fue militarmente importante, ya que vigilaba a los rebeldes maniotas y a los habitantes eslavos del monte Taigeto, y Nully fue nombrado mariscal hereditario de Acaya.
Para cubrir el período comprendido entre su fundación y la década de 1260, el historiador Karl Hopf sugiere que había dos barones de Passavant, ambos llamados Juan, pero esta conjetura fue rechazada por Antoine Bon. Juan de Nully se casó con la hermana de Gutierre de Rosières, el barón de Akova, y tuvo una sola hija: Margarita de Passavant, la heredera de Passavant y Akova. Sin embargo, Margarita nunca entró en su herencia, ya que ella residía en Constantinopla como rehén en la corte bizantina desde 1262 hasta aproximadamente 1275. Mientras tanto, Passavant había caído ante los bizantinos durante sus primeras ofensivas en el Peloponeso alrededor de 1263, y la Baronía de Akova fue confiscada por el príncipe Guillermo II de Villehardouin porque Margarita se retrasó demasiado tiempo para reclamar su herencia. Al final, después de una lucha legal, ella recibió de regreso una tercera parte de la Baronía de Akova.